# ژوره-شانبرتن
ژوره-شانبرتن (به فرانسوی: Gevrey-Chambertin) یک کمون در فرانسه است که در Canton of Gevrey-Chambertin واقع شده‌است.

## خصوصیات
ژوره-شانبرتن ۲۴٫۷۷ کیلومترمربع مساحت و ۳٬۰۸۴ نفر جمعیت دارد و ۲۸۷ متر بالاتر از سطح دریا واقع شده‌است.